# Bilderbergconferentie 2012
De Bilderbergconferentie van 2012 werd gehouden van 30 mei t/m 3 juni 2012 in het Westfields Marriott hotel in Chantilly, Virginia, Verenigde Staten. In 2002 en 2008 vond de conferentie ook al hier plaats. Eerder werd gespeculeerd over Haifa als mogelijke vergaderplaats. Hieronder zijn de agenda en de namen van de deelnemers vermeld. Achter de naam van de opgenomen deelnemers staat de hoofdfunctie die ze op het moment van uitnodiging uitoefenden.

## Agenda
- The State of Trans-Atlantic Relations (De status van de trans-Atlantische betrekkingen)
- Is Vigorous Economic Growth Attainable? (Is krachtige economische groei haalbaar?)
- The Future of Democracy in the Developed World (De toekomst van democratie in de ontwikkelde wereld)
- The US Political Landscape (Het politieke landschap in de Verenigde Staten)
- The European Political Landscape (Het Europese politieke landschap)
- A Conversation on US Foreign Policy (Een gesprek over het buitenlandbeleid van de Verenigde Staten)
- The Politics and Geo-Politics of Energy (De politiek en geopolitiek van energie)
- Stability and Instability in the Middle East (Stabiliteit en instabiliteit in het Midden-Oosten)
- Imbalances, Austerity and Growth (Onevenwichtigheden, soberheid en groei)
- Sustainability of the Euro and its Consequences (Duurzaamheid van de Euro en de gevolgen hiervan)
- What Does Putin 2.0 Mean? (Wat houdt Poetin 2.0 in?)
- What Can the West Do about Iran? (Wat kan het Westen doen aan Iran?)
- How Do Sovereign States Collaborate in Cyber Space? (Hoe werken soevereine staten samen in cyberspace?)
- China's Economic and Political Outlook (China's economische en politieke vooruitzichten)

## Deelnemers
| Land                | Naam                                       | Functie |
| ------------------- | ------------------------------------------ | --- |
| Frankrijk           | Henri de Castries (voorzitter conferentie) | Voorzitter en CEO, AXA Group                                                                                          |
| Duitsland           | Josef Ackermann                            | Voorzitter van het Management Board en Group Executive Committee, Deutsche Bank AG                                    |
| Verenigd Koninkrijk | Marcus Agius                               | Voorzitter Barclays plc                                                                                               |
| Verenigde Staten    | Fouad Ajami                                | Senior Fellow, The Hoover Institution, Stanford University                                                            |
| Verenigde Staten    | Keith Alexander                            | Commandant US Cyber Command; Directeur National Security Agency                                                       |
| INT                 | Joaquín Almunia                            | Vice-President - Commissioner for Competition, Europese commissie                                                     |
| Verenigde Staten    | Roger Altman                               | Voorzitter Evercore Partners                                                                                          |
| Portugal            | Luís Amado                                 | Voorzitter, Banco Internacional do Funchal (BANIF)                                                                    |
| Noorwegen           | Johan Andresen                             | Eigenaar en CEO, FERD                                                                                                 |
| Finland             | Matti Apunen                               | Directeur, Finnish Business and Policy Forum EVA                                                                      |
| Turkije             | Ali Babacan                                | Deputy Prime Minister for Economic and Financial Affairs                                                              |
| Portugal            | Francisco Pinto Balsemão                   | President en CEO, Impresa; voormalig premier                                                                          |
| Frankrijk           | Nicolas Baverez                            | Partner, Gibson, Dunn & Crutcher LLP                                                                                  |
| Frankrijk           | Christophe Béchu                           | Senator, en voorzitter van General Council van Maine-et-Loire                                                         |
| België              | Prins Filip van België                     | Kroonprins |
| Turkije             | Enis Berberoğlu                            | Hoofdredacteur, nieuwsblad Hürriyet                                                                                   |
| Italië              | Franco Bernabè                             | Voorzitter en CEO, Telecom Italia                                                                                     |
| Verenigd Koninkrijk | Nick Boles                                 | Parlementslid |
| Zweden              | Jonas Bonnier                              | President en CEO, Bonnier AB                                                                                          |
| Noorwegen           | Svein Richard Brandtzæg                    | President en CEO, Norsk Hydro ASA                                                                                     |
| Oostenrijk          | Oscar Bronner                              | Uitgever, Der Standard Medienwelt                                                                                     |
| Zweden              | Gunilla Carlsson                           | Minister voor internationale ontwikkelingssamenwerking                                                                |
| Canada              | Mark Carney                                | Bestuursvoorzitter, Bank of Canada                                                                                    |
| Spanje              | Juan Luis Cebrián                          | CEO, PRISA; Voorzitter, El País                                                                                       |
| Oostenrijk          | Willibald Cernko                           | CEO, UniCredit Bank Austria AG                                                                                        |
| Frankrijk           | Pierre André de Chalendar                  | Voorzitter en CEO, Saint-Gobain                                                                                       |
| Denemarken          | Jeppe Christiansen                         | CEO, Maj Invest |
| Rusland             | Anatoly Chubais                            | CEO, OJSC RUSNANO |
| Canada              | Edmund Clark                               | Group President en CEO, TD Bank Group                                                                                 |
| Verenigd Koninkrijk | Kenneth Clarke                             | Parlementslid, Lord Chancellor en Secretary of Justice                                                                |
| Verenigde Staten    | Timothy Collins                            | CEO en Senior Managing Director, Ripplewood Holdings, LLC                                                             |
| Italië              | Fulvio Conti                               | CEO en General Manager, Enel S.p.A.                                                                                   |
| Verenigde Staten    | Mitchell Daniels Jr.                       | Governor van Indiana                                                                                                  |
| Verenigde Staten    | Christopher DeMuth                         | Distinguished Fellow, Hudson Institute                                                                                |
| Verenigde Staten    | Thomas Donilon                             | National Security Advisor, Het Witte Huis                                                                             |
| Verenigd Koninkrijk | Bob Dudley                                 | Group Chief Executive, BP plc                                                                                         |
| Italië              | John Elkann                                | Voorzitter Fiat S.p.A.                                                                                                |
| Duitsland           | Thomas Enders                              | CEO, Airbus |
| Verenigde Staten    | Michael Evans                              | Vicevoorzitter, Global Head of Growth Markets, Goldman Sachs & Co.                                                    |
| Oostenrijk          | Werner Faymann                             | Bondskanselier |
| Denemarken          | Ulrik Federspiel                           | Executive Vice President, Haldor Topsøe A/S                                                                           |
| Verenigde Staten    | Niall Ferguson                             | Laurence A. Tisch Professor of History, Harvard University                                                            |
| Verenigd Koninkrijk | Douglas Flint                              | Group Chairman, HSBC Holdings plc                                                                                     |
| China               | Ying Fu                                    | Vice Minister van buitenlandse zaken                                                                                  |
| Ierland             | Paul Gallagher                             | Voormalig Attorney General; Senior Counsel                                                                            |
| Verenigde Staten    | Richard Gephardt                           | President en CEO, Gephardt Group                                                                                      |
| Griekenland         | Anastasios Giannitsis                      | Voormalig minister van Binnenlandse Zaken; Professor of Development and International Economics, University of Athens |
| Verenigde Staten    | Austan Goolsbee                            | Professor of Economics, University of Chicago Booth School of Business                                                |
| Verenigde Staten    | Donald Graham                              | Chairman and CEO, The Washington Post Company                                                                         |
| Italië              | Lilli Gruber                               | Journalist - Anchorwoman, La 7 TV                                                                                     |
| INT                 | Karel de Gucht                             | Commissioner for Trade, Europese Commissie                                                                            |
| Nederland           | Victor Halberstadt                         | Professor of Economics, Universiteit van Leiden; Voormalig Honorary Secretary General van de Bilderberg Meetings      |
| Verenigde Staten    | Britt Harris                               | CIO, Teacher Retirement System of Texas                                                                               |
| Verenigde Staten    | Reid Hoffman                               | Medeoprichter en Executive Chairman, LinkedIn                                                                         |
| China               | Yiping Huang                               | Professor of Economics, China Center for Economic Research, Peking University                                         |
| Verenigde Staten    | Jon Huntsman, Jr.                          | Voorzitter, Huntsman Cancer Foundation                                                                                |
| Duitsland           | Wolfgang Ischinger                         | Voorzitter, Munich Security Conference; Global Head Government Relations, Allianz SE                                  |
| Rusland             | Igor Ivanov                                | Associate member, Russian Academy of Science; President, Russian International Affairs Council                        |
| Frankrijk           | Erik Izraelewicz                           | CEO, Le Monde |
| Verenigde Staten    | Kenneth Jacobs                             | Voorzitter en CEO, Lazard                                                                                             |
| Verenigde Staten    | James Johnson                              | vicevoorzitter, Perseus, LLC                                                                                          |
| Verenigde Staten    | Vernon Jordan, Jr.                         | Senior Managing Director, Lazard                                                                                      |
| Verenigde Staten    | Alexander Karp                             | CEO, Palantir Technologies                                                                                            |
| Verenigde Staten    | Alexander Karsner                          | Executive Chairman, Manifest Energy, Inc                                                                              |
| Frankrijk           | Anousheh Karvar                            | Inspector, Inter-ministerial Audit and Evaluation Office for Social, Health, Employment and Labor Policies            |
| Rusland             | Garry Kasparov                             | Voorzitter, United Civil Front (van Rusland)                                                                          |
| Verenigd Koninkrijk | John Kerr of Kinlochard                    | Onafhankelijk lid, House of Lords                                                                                     |
| Verenigde Staten    | John Kerry                                 | Senator voor Massachusetts                                                                                            |
| Turkije             | Fuat Keyman                                | Directeur, Istanbul Policy Center and Professor of International Relations, Sabanci University                        |
| Verenigde Staten    | Henry Kissinger                            | Voorzitter, Kissinger Associates, Inc.                                                                                |
| Verenigde Staten    | Klaus Kleinfeld                            | Voorzitter en CEO, Alcoa                                                                                              |
| Turkije             | Mustafa Koç                                | Voorzitter, Koç Holding A.Ş.                                                                                          |
| Duitsland           | Roland Koch                                | CEO, Bilfinger Berger SE                                                                                              |
| INT                 | Bassma Kodmani                             | Member of the Executive Bureau and Head of Foreign Affairs, Syrian National Council                                   |
| Verenigde Staten    | Henry Kravis                               | Medevoorzitter en Co-CEO, Kohlberg Kravis Roberts & Co.                                                               |
| Verenigde Staten    | Marie-Josée Kravis                         | Senior Fellow, Hudson Institute                                                                                       |
| INT                 | Neelie Kroes                               | Vice President, Europese Commissie; Commissioner for Digital Agenda                                                   |
| Verenigde Staten    | Fred Krupp                                 | President, Environmental Defense Fund                                                                                 |
| INT                 | Pascal Lamy                                | Director-General, World Trade Organization                                                                            |
| Italië              | Enrico Letta                               | Deputy Leader, Democratic Party (PD)                                                                                  |
| Israël              | Ariel Levite                               | Nonresident Senior Associate, Carnegie Endowment for International Peace                                              |
| Verenigde Staten    | Cheng Li                                   | Director of Research and Senior Fellow, John L. Thornton China Center, Brookings Institution                          |
| Verenigde Staten    | John Lipsky                                | Distinguished Visiting Scholar, Johns Hopkins University                                                              |
| Verenigde Staten    | Andrew Liveris                             | President, voorzitter en CEO, The Dow Chemical Company                                                                |
| Duitsland           | Peter Löscher                              | President en CEO, Siemens AG                                                                                          |
| Verenigde Staten    | William Lynn                               | Voorzitter en CEO, DRS Technologies, Inc.                                                                             |
| Verenigd Koninkrijk | Peter Mandelson                            | Lid House of Lords; Voorzitter, Global Counsel                                                                        |
| Verenigde Staten    | Jessica Mathews                            | President, Carnegie Endowment for International Peace                                                                 |
| Denemarken          | Jacob Mchangama                            | Director of Legal Affairs, Center for Political Studies (CEPOS)                                                       |
| Canada              | Frank McKenna                              | Deputy Chair, TD Bank Group                                                                                           |
| Verenigde Staten    | Kenneth Mehlman                            | Partner, Kohlberg Kravis Roberts & Co.                                                                                |
| Verenigd Koninkrijk | John Micklethwait                          | Hoofdredacteur, The Economist                                                                                         |
| Frankrijk           | Thierry de Montbrial                       | President, French Institute for International Relations                                                               |
| Portugal            | Jorge Moreira da Silva                     | First Vice-President, Partido Social Democrata (PSD)                                                                  |
| Verenigde Staten    | Craig Mundie                               | Chief Research and Strategy Officer, Microsoft Corporation                                                            |
| Duitsland           | Matthias Nass                              | Chief International Correspondent, Die Zeit                                                                           |
| Nederland           | Beatrix der Nederlanden                    | Staatshoofd |
| Spanje              | Juan María Nin Génova                      | Deputy Chairman and CEO, Caixabank                                                                                    |
| Ierland             | Michael Noonan                             | Minister van Financiën                                                                                                |
| Verenigde Staten    | Peggy Noonan                               | Auteur, columnist, The Wall Street Journal                                                                            |
| Finland             | Jorma Ollila                               | Voorzitter, Royal Dutch Shell, plc                                                                                    |
| Verenigde Staten    | Peter Orszag                               | Vicevoorzitter, Citigroup                                                                                             |
| Griekenland         | Dimitri Papalexopoulos                     | Managing Director, Titan Cement Co.                                                                                   |
| Nederland           | Alexander Pechtold                         | Fractievoorzitter, D'66                                                                                               |
| Verenigde Staten    | Richard Perle                              | Resident Fellow, American Enterprise Institute                                                                        |
| Nederland           | Paul Polman                                | CEO, Unilever PLC |
| Canada              | Robert Prichard                            | Voorzitter, Torys LLP                                                                                                 |
| Israël              | Itamar Rabinovich                          | Global Distinguished Professor, New York University                                                                   |
| Verenigd Koninkrijk | Gideon Rachman                             | Chief Foreign Affairs Commentator, The Financial Times                                                                |
| Verenigde Staten    | Steven Rattner                             | Voorzitter, Willett Advisors LLC                                                                                      |
| Canada              | Alison Redford                             | Premier van Alberta                                                                                                   |
| Canada              | Heather Reisman                            | CEO, Indigo Books & Music Inc.                                                                                        |
| Duitsland           | Wolfgang Reitzle                           | CEO & President, Linde AG                                                                                             |
| Verenigde Staten    | Kenneth Rogoff                             | Professor of Economics, Harvard University                                                                            |
| Verenigde Staten    | Charlie Rose                               | Executive Editor and Anchor, Charlie Rose                                                                             |
| Verenigde Staten    | Dennis Ross                                | Counselor, Washington Institute for Near East Policy                                                                  |
| Polen               | Jacek Rostowski                            | Minister van financiën                                                                                                |
| Verenigde Staten    | Robert Rubin                               | Co-Chair, Council on Foreign Relations; Voormalig Secretary of the Treasury                                           |
| Nederland           | Mark Rutte                                 | Premier |
| Spanje              | Soraya Sáenz de Santamaría Antón           | Vice President en Minister for the Presidency                                                                         |
| Nederland           | Paul Scheffer                              | Professor of European Studies, Tilburg University                                                                     |
| Verenigde Staten    | Eric Schmidt                               | Executive Chairman, Google Inc.                                                                                       |
| Oostenrijk          | Rudolf Scholten                            | Member of the Board of Executive Directors, Österreichische Kontrollbank AG                                           |
| Frankrijk           | Jean-Dominique Senard                      | CEO, Michelin Group                                                                                                   |
| Verenigde Staten    | David Shambaugh                            | Directeur, China Policy Program, George Washington University                                                         |
| INT                 | Josette Sheeran                            | Vicevoorzitter, World Economic Forum                                                                                  |
| Finland             | Risto Siilasmaa                            | Chairman of the Board of Directors, Nokia Corporation                                                                 |
| Verenigde Staten    | Jerry Speyer                               | Voorzitter en Co-CEO, Tishman Speyer                                                                                  |
| Zwitserland         | Pietro Supino                              | Voorzitter en Publisher, Tamedia AG                                                                                   |
| Ierland             | Peter Sutherland                           | Voorzitter, Goldman Sachs International                                                                               |
| Verenigde Staten    | Peter Thiel                                | President, Clarium Capital / Thiel Capital                                                                            |
| Turkije             | Serpil Timuray                             | CEO, Vodafone Turkey                                                                                                  |
| Duitsland           | Jürgen Trittin                             | Fractievoorzitter, Alliance 90/The Greens                                                                             |
| Griekenland         | Loukas Tsoukalis                           | President, Hellenic Foundation for European and Foreign Policy                                                        |
| Finland             | Jutta Urpilainen                           | Minister van financiën                                                                                                |
| Zwitserland         | Daniel Vasella                             | Voorzitter, Novartis AG                                                                                               |
| INT                 | Pierre Vimont                              | Executive Secretary General, European External Action Service                                                         |
| Verenigd Koninkrijk | Peter Voser                                | CEO, Royal Dutch Shell plc                                                                                            |
| Zweden              | Jacob Wallenberg                           | Voorzitter, Investor AB                                                                                               |
| Verenigde Staten    | Kevin Warsh                                | Distinguished Visiting Fellow, The Hoover Institution, Stanford University                                            |
| Verenigd Koninkrijk | Martin Wolf                                | Chief Economics Commentator, The Financial Times                                                                      |
| Verenigde Staten    | James Wolfensohn                           | Voorzitter en CEO, Wolfensohn and Company                                                                             |
| Canada              | Nigel Wright                               | Stafchef, Office of the Prime Minister                                                                                |
| Verenigde Staten    | Daniel Yergin                              | Voorzitter, IHS Cambridge Energy Research Associates                                                                  |
| INT                 | Robert Zoellick                            | President, The World Bank Group                                                                                       |

### Rapporteurs
- Verenigd Koninkrijk - Vendeline von Bredow - Business Correspondent, The Economist
- Verenigd Koninkrijk - Adrian Wooldridge - Foreign Correspondent, The Economist